# Neanotis hirsuta
Neanotis hirsuta är en måreväxtart som först beskrevs av Carl von Linné d.y., och fick sitt nu gällande namn av Walter Hepworth Lewis. Neanotis hirsuta ingår i släktet Neanotis och familjen måreväxter. Inga underarter finns listade i Catalogue of Life.